# 中印边界问题

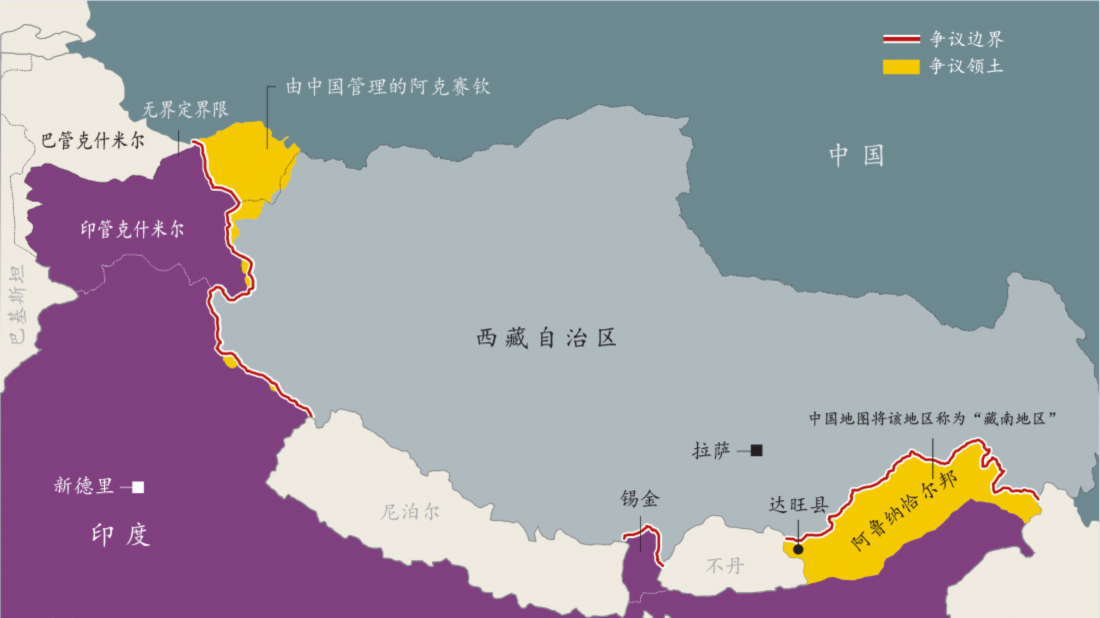
印度与中国之间的领土争端

中印边界并未确定，中华人民共和国與印度共和国之间对其邊界有争议，是中印关系中的敏感议题。中印邊界总长约2000～3440公里，有总面积超过12万平方公里区域存在领土纠纷，涉及西段、中段和东段三个部分。中印边界锡金段为已定边境，但附近的中不边界存在争议，因不丹的外交和国防被印度控制，中不邊界爭議也受印度关注。中印原则上都同意和平解决争议。

## 历史

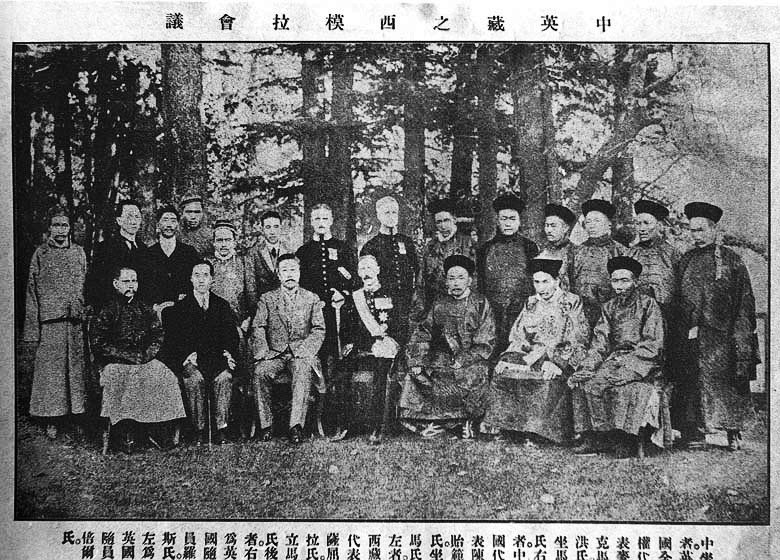
西姆拉會議合影。前排左三为中華民國代表陈贻范，左四为英国代表亨利·麦克马洪，左五为西藏噶厦代表夏扎·班觉多吉，后排左七为英国随员阿奇博尔德·罗斯（Archibald Rose），左八为英国随员查尔斯·阿尔弗雷德·贝尔。

中国方面认为，中国和印度之间存在一条传统习惯的边界线：东段大体上沿喜马拉雅山南麓与布拉马普特拉河北岸平原交界线而行，中段大体沿喜马拉雅山分水岭走向。然而印度不同意中国的观点，认为喜马拉雅山的分水岭就是传统上的藏印边界，将中国地图有关中印边界的画法称为“制图侵略”（cartographic aggression），即利用地图开疆为领土扩张服务。
拉達克王國原本向西藏进贡。1834年，錫克帝國将领左拉瓦爾·辛格率军吞并拉达克，森巴战争后清属西藏和拉达克划分边界。1846年，不列颠东印度公司赢得第一次英国锡克战争，建立了查漠-克什米尔土邦，继承了锡克人对拉达克地区的统治。1865年印度测量局官员威廉·约翰逊绘制了一条“约翰逊线”，私自将包括阿克赛钦在内的近三万平方公里的土地划给了英属印度，使阿克赛钦变成印度帝国克什米尔土邦的一部分，但英国政府在测绘时并未知会当时的中国清朝政府，后来知会清朝的划界方案「馬繼業-竇訥樂線」未获其回应。据荣赫鹏爵士描述，1880年代末的赛图拉镇无人定居，只有一座可能是由克什米尔人废弃的城堡。1892年，中国派官员李源钢在喀喇昆仑山口树立了界碑。
1911年中国辛亥革命爆发，主张“驱逐鞑虏”，引发驻藏清军哗变。流亡印度的十三世达赖喇嘛借机策动事变，发布《告民众书》，宣称要将汉人“驱除净尽”。1914年3月24日，西藏噶廈与英属印度政府划定“麦克马洪线”，确认面积达9万多平方公里的“藏南地区”归属英属印度。但参与西姆拉会议的北洋政府代表陳貽範未签署《西姆拉条约》，历届中国政府也都不承认“麦克马洪线”。印度1937年版官方地图以“麦克马洪线”显示其边界，但注明“边界未经标定”。
1947年印度宣布独立，1950年印度共和国正式成立；而中华人民共和国也在1949年正式成立。1950年4月1日，中印建交。建交初期，中国和印度经历了一段蜜月期，印度总理尼赫鲁推广了泰戈尔提出的“中印是亲兄弟”口号（“Hindi-Chini bhai-bhai”）。但随着中国政府接管西藏，中印之间的矛盾开始显现。1959年第十四世达赖喇嘛出走印度，更使中印关系进一步恶化。其后，中国政府在西藏开始实行直接管辖，更为有力的控制西藏地区。而印度政府至今仍是第十四世达赖喇嘛及西藏独立运动的庇護者。
1960年4月，两国政府为寻求解决领土争端，由中国总理周恩来与印度总理尼赫鲁在新德里会谈，谋求和平解决争端的办法，但未取得共识。1962年中印边境战争爆发。战争之后，中印外交关系发生较大转变，在冷战期间，印度一直坚定地奉行“不结盟”政策，并倾向于苏联阵营，与中苏分裂之后的中国对立，而中国则与其宿敌巴基斯坦关系密切，并在冷战后期与美国合作站在苏联及其盟友的对立面。1982年，印度将原属阿萨姆邦的“东北边境特区”升为中央直辖区，1987年成立“阿鲁纳恰尔邦”。1987年两国在边境发生一次边境冲突，并差点导致两国再次开战。
2003年6月印度总理瓦杰帕伊对中国进行访问后，中印关系得到改善。中国正式承认印度对锡金邦的主权，雙方首次順利議定印度和西藏邊境的部分地段，中方對西藏自治区的主權的獲得印度承認，從此西藏屬於中國一事再無爭議，同时两国开始着手解决東西部分的边界争端。2005年双方签署了《解决中印边界问题政治指导原则的协定》。2006年7月6日，中印重新开放乃堆拉山口，这是古代贸易路线丝绸之路的一部分，也是越过喜马拉雅山脉的一个通道。两国官员表示边界贸易的重新开放将帮助缓和该地区的经济孤立。2007年5月，中国拒绝了一名来自阿鲁纳恰尔邦的印度行政官员的签证申请。冷战结束之后两国关系一度恢复友好，然而印度外交上至今仍将中国视作最大威胁。
2013年4月15日，中国人民解放军在中印西段边界实控线附近斗拉特别奥里地东南部约30公里的天南河谷（Raki Nala）建了一个营地。印度军队随即在中国军队营地约300米外建立了自己的营地。中印双方进行了长达3个星期的对峙，被称为2013年斗拉特别奥里地事件。自2014年起印度對這類的問題以「一個印度」政策來敘述，認為中方應該對印方的國界採取承認的態度。這樣的觀點至2017年逐漸影響到印度對一個中國政策的態度與承諾。2017年6月18日至8月28日，中印军队在洞朗地区发生长达71天的紧张对峙。
2020年5月，中印雙方在邊境問題上，雙方緊張氣氛日益增高，中印於錫金北部發生衝突。2020年6月16日，中印在拉達克的加勒萬河谷爆發軍事衝突，造成至少20名印度軍官死亡，之後雙方也不時傳出增派兵力與軍事武器
；該年9月，中國指責印度軍隊非法越過有爭議的喜馬拉雅山一處邊界，並對中方巡邏士兵「鳴槍威脅」，印度方面對此予以否認，並反指中國軍隊先鳴槍。此后两国于2022年再次在东段实际控制线附近爆发冲突。
2024年10月21日，印度外交部表示已与中国就两军在中印边境争议地区执行巡逻安排达成协议。次日中華人民共和國外交部也表示中印双方已就边境问题达成解决方案。10月30日，印度国防部表示，双方的军队都已经从喜马拉雅山东段争议地区的两个对峙地点撤走。

## 争议地区
| 中印边境实际控制线在西段阿克赛钦部份 |
| ------------------------------------ |
| 45km · 30miles Kongka Pass4 Galwan River LAC3 Daulat Beg Oldi - Tianwendian LAC2 Karakoram Pass1'"`UNIQ--templatestyles-00000012-QINU`"' The Contested LAC in Aksai Chin · 1 喀喇昆仑山口 Karakoram Pass · 2 斗拉特别奥里地 - 天文点 LAC Daulat Beg Oldi - Tianwendian LAC · 3 加勒万河 Galwan_River · 4 空喀山口 Kongka Pass                                     |

| 中印边境实际控制线在西段班公错部份 |
| ---------------------------------- |
| 15km · 10miles Rezang La16 Rechin Pass 热钦山口15 神炮山 (PT5160.9)14 Mukhpari Peak13 Magar Hill12 Spanggur Gap11 Gurung Hill10 Camel's Back9 Table Top8 Bump (PT5524.5)7 PT51676 Helmet5 Tradtional customary · boundary of China · declared 19604 Tradtional customary · boundary of China · declared 19603 Tradtional customary · boundary of China · declared 19602 Ane La1'"`UNIQ--templatestyles-00000027-QINU`"' The Contested LAC in Pangong Tso · 1 Ane La · 2 Chinese border point near Ane La · 3 Chinese border point near finger8 · 4 Chinese border point near Helmet · 5 Helmet · 6 PT5167 · 7 Bump (PT5524.5) · 8 Table Top · 9 Camel's Back · 10 Gurung Hill · 11 Spanggur Gap 斯潘古爾山口 · 12 Magar Hill · 13 Mukhpari Peak · 14 神炮山 (PT5160.9) · 15 Rechin Pass 热钦山口 · 16 Rezang La热赞拉                                   |

| 中印边境实际控制线在中段部份 |
| ---------------------------- |
| 45km · 30miles Lipulekh Pass 里普列克山口26 Limpiyadhura Pass25 Darma Pass 达玛山口24 Kungribinri Pass 昆里宾里山口23 Tunjun La 东径拉山口22 Niti Pass 尼提山口21 Abi Gamin20 Mukut Parbat19 Saraswati Parbat II18 Saraswati Parbat I17 Mana Pass 玛那山口16 莫林山口15 Tsang Chok La 桑觉拉山口14 Thaga La 塔加拉山口13 Yamtang Pass12 Khimokul Pass 古木朗山口11 Shimdang La 希姆当山口10 塔布龙山口9 Keobarang Pass8 Shipki La 什布奇山口7 Reo Purgyil6 Leo Pargial5 Mount Gya 蓋亞山4 Seru'Ur Ri 斯诺乌山3 Imis La2 Charding La 恰爾丁山口1'"`UNIQ--templatestyles-00000046-QINU`"' The Pass the Contested LAC · 1 恰爾丁山口 Charding La · 2 Imis La · 3 斯诺乌山 Seru'Ur Ri 6410m · 4 蓋亞山 Mount Gya 6795m · 5 Leo Pargial 6971m · 6 Reo Purgyil 6816m · 7 什布奇山口 Shipki La 5571m · 8 Keobarang Pass 5642m · 9 塔布龙山口 · 10 希姆当山口 Shimdang La · 11 古木朗山口 Khimokul Pass · 12 Yamtang Pass · 13 塔加拉山口 Thaga La · 14 桑觉拉山口 Tsang Chok La · 15 莫林山口 · 16 玛那山口 Mana Pass · 17 Saraswati Parbat I 6940m · 18 Saraswati Parbat II 6775m · 19 Mukut Parbat 7242m · 20 Abi Gamin 7355m · 21 尼提山口 Niti Pass · 22 东径拉山口 Tunjun La · 23 昆里宾里山口 Kungribinri Pass · 24 达玛山口 Darma Pass · 25 Limpiyadhura Pass · 26 里普列克山口 Lipulekh Pass                             |

| 中印边境实际控制线在东段锡金邦部份 |
| ---------------------------------- |
| 15km · 10miles Gipmochi15 Doka La14 Batang La13 Jelep La12 Nathu La11 Cho La10 Tangkar La9 Gora La8 Pauhunri7 Dongkha La6 Sese La (Khungyami La)5 Kongra La4 Chomo Yummo3 Naku La2 Chorten Nyima La1'"`UNIQ--templatestyles-0000005A-QINU`"' The Pass the Contested LAC · 1 Chorten Nyima La 5854m · 2 Naku La 纳库拉山口 5280m · 3 Chomo Yummo 6829 m · 4 Kongra La 5133m · 5 Sese La (Khungyami La) 5420m · 6 Dongkha La 东卡拉山口 5534m · 7 Pauhunri 堡洪里峰 7128m · 8 Gora La · 9 Tangkar La 5036m · 10 Cho La 卓拉山口 4593m · 11 Nathu La 乃堆拉山口 4310m · 12 Jelep La 则里拉山口 4270m · 13 Batang La 巴塘拉山口 4545m · 14 Doka La 多卡拉山口 4283m · 15 Gipmochi 吉姆马珍雪山 4427m                                   |

| 中印边境实际控制线在東段藏南地區部份 |
| ------------------------------------ |
| 45km · 30miles Diphu Pass 底富山口23 Mulong La / Mulung La22 Tsang Kang La21 Yonggyap La20 Andra La19 Zhabu La18 Kangri Karpo La17 石阳山口16 更巴拉山口15 Tunga La14 Dom La13 博色拉山5746m12 Tung La11 雪堆拉10 Jammu Pass 5485m9 Takpa Shiri8 Chiumo7 Kangto6 Tulung La5 Thang La (Pass)4 Bum La (historical)3 Bum La Pass2 Thag la Ridge - · Hathung la Ridge · LAC1'"`UNIQ--templatestyles-00000076-QINU`"' The Pass the Contested LAC · 1 Thag la Ridge - Hathung la Ridge LAC · 2 Bum La Pass 邦拉山口 · 3 Bum La (historical) · 4 Thang La (Pass) · 5 Tulung La · 6 Kangto 康格多山 7060m · 7 Chiumo · 8 Takpa Shiri · 9 Jammu Pass 5485m · 10 雪堆拉 · 11 Tung La · 12 博色拉山5746m · 13 Dom La · 14 Tunga La · 15 Kepang_La 更巴拉山口 · 16 石阳山口 · 17 Kangri Karpo La · 18 Zhabu La Pass 扎布拉山口 · 19 Andra La 安扎拉 · 20 Yonggyap La 永加拉 3876m · 21 Tsang Kang La · 22 Mulong La / Mulung La 木龙拉 · 23 Diphu Pass 底富山口                                     |

### 西段
广义上的克什米尔地理范围包括印巴中三国所控制的区域，包含由印度管辖的两个联邦属地-查谟和克什米尔（细分为查谟地区、克什米尔谷地）及拉达克、由巴基斯坦控制的阿扎德克什米尔和吉尔吉特-巴尔蒂斯坦，以及由中国控制的阿克赛钦和喀喇昆仑走廊。

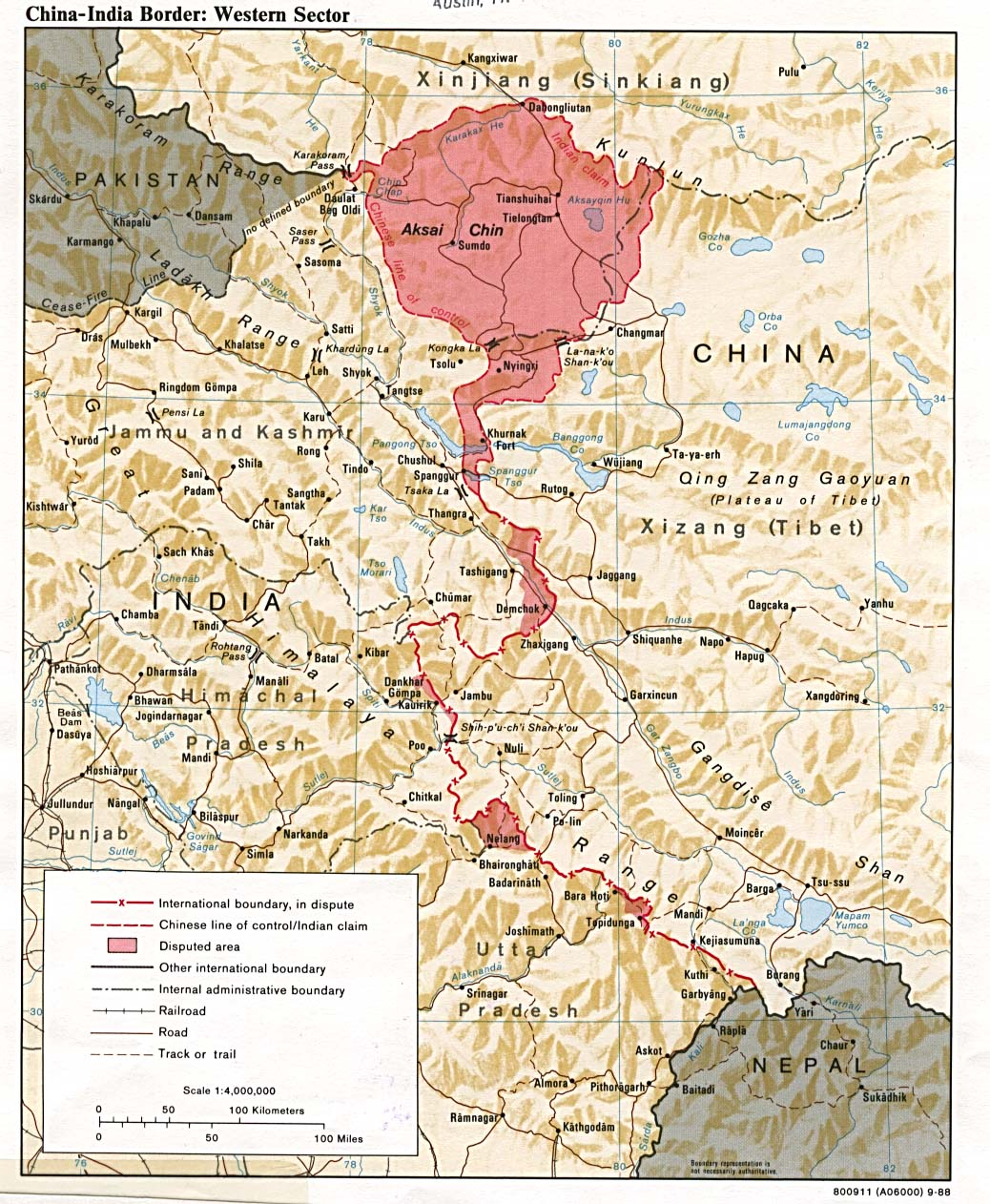
中印西段与中段争议地区

阿克塞钦地区总面积4万2685平方公里，其中争议地区约3万平方公里，占中印西段边境争议地区总面积的3万3500平方公里的绝大部分。中国认为阿克塞钦作为固有领土存在，并不属于克什米尔地区。印度对此存在异议，认为归属其管辖的拉达克。目前，阿克塞钦绝大部分属于中华人民共和国新疆和田地区管辖，南部很小一部分属于西藏自治区阿里地区管辖。
喀喇昆仑走廊约5800平方公里，主要是沙克思干谷地。根据1963年中华人民共和国政府和巴基斯坦政府达成的《中巴关于中国新疆和由巴实际控制其防务的各个地区相接壤的边界的协定》，巴方承认喀喇昆仑走廊（巴方原划归北部地区）属于中国。
巴里加斯地区总面积约1900平方公里。印度控制巴里加斯西南角，位于典角村以西即狮泉河（森格藏布）与卓普河以西大约450平方公里。中国认为该区域位于传统习惯线中方一侧，属于阿里地区噶尔县扎西岗乡。印度方则将其划归拉达克列城县。
印度对中国控制的两片地区声称拥有主权。1962年，中印在阿克赛钦爆发了一场小规模战争。在1993年和1996年，两个国家签订协议表示尊重实际控制线。
札达县楚鲁松杰乡西北部另有两块较小的争议区：楚木惹、斯诺乌山争议区。印度认为其属于拉达克列城县，前者的印方要塞现已回應中方要求拆除。

### 中段
中印边界中段争端共有四块，共约2,673余平方公里，現主要由印度控制，中国亦控制小部分。
1. 巨哇（英语：Gue_(Lahul_and_Spiti)）、曲惹（英语：Kaurik）地区：位于札达县楚鲁松杰乡西南，面积332平方公里[42]。1954年，印度官方地图标为已定界，将该地区划入印度，形成争议。1958年6月2日，印军從江阿尔(Sumdo)进入巨哇、曲惹，并在曲惹修房设卡，从此控制该区，现今由喜马偕尔邦拉豪爾和斯皮提縣管辖。
2. 什布奇山口地区：Tashigang（英语：Tashigang,_Himachal_Pradesh）位于什布奇山口以西至活不桑河，争议面积共35平方公里，属札达县底雅乡什布奇村[43]。1958年4月，印度控制該地，现今由喜马偕尔邦金瑙爾縣管辖。
3. 桑、葱莎、波林三多地区：位于札达县城西偏南，属于西藏阿里地区札达县托林镇波林村管辖，面积1451平方公里[44]。1954年印度控制該地，现今由北阿坎德邦北卡什县管辖。
4. 然冲（Ranchong，印称Silakang）、乌热（英语：Barahoti）、拉不底（英语：Lapthal）、上香扎（Sangchamalla）地区：总面积855平方公里，其中乌热地区面积135平方公里。属于札达县达巴乡[45]。印度1956年6月曾控制乌热。7月，控制香扎（Sangcha）、拉不底，现今由北阿坎德邦杰莫利县管辖。

2024年3月，印度向位於北阿坎德邦和喜马偕尔邦合計532公里的中印边界线增派1萬名部隊。
| 中印边境在西段(部份)、中段的争议地点 |
| ------------------------------------ |
| 45km · 30miles 上香扎 Sangchamalla12 拉布底 Lapthal11 乌热 Barahoti10 然冲 Silakang9 波林三多 Pulam Sumda8 桑 Jadhang7 葱莎 Nelang6 什布奇山口 Shipki La5 曲惹 Kaulrik4 巨哇 Gue3 楚马Chumar2 斯诺乌山 Seru'Ur Ri1'"`UNIQ--templatestyles-0000008D-QINU`"' Indian Army loactions near the contested LAC border in Himachal Pradesh · 1 斯诺乌山 Seru'Ur Ri · 2 楚马要塞 Chumar Chepzi · 3 巨哇 Gue · 4 曲惹 Kaulrik · 5 什布奇山口 Shipki La · 6 葱莎 Nelang · 7 桑_(札达县) Jadhang Sang,_Uttarakhand · 8 波林三多 Pulam Sumda · 9 然冲 Silakang · 10 乌热 Barahoti · 11 拉布底 Lapthal · 12 上香扎 Sangchamalla                                     |

### 东段

麦克马洪线示意图

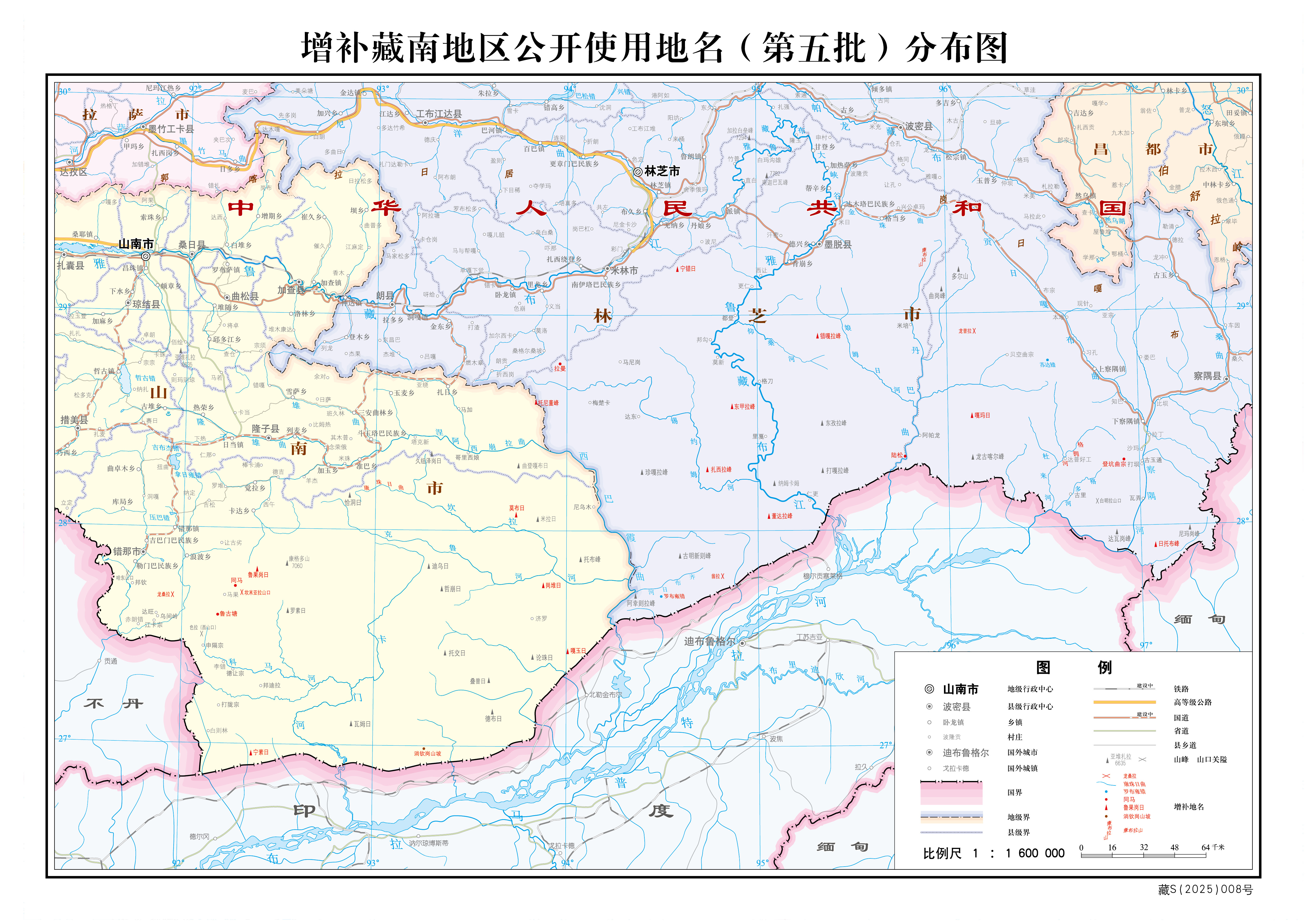
中华人民共和国民政部公布的藏南地区标准地名地图。图中国界以中华人民共和国政府主张的传统习惯线绘制。

中印东段边界问题源自英屬印度时期。1914年，英國政府和西藏噶廈進行西姆拉會議，雙方同意劃定“麦克马洪线”将喜馬拉雅山麓以南地區劃入印度，但當時的中華民國政府拒絕承認。這個地域，中方稱之為藏南，中国藏南边界线最东点，在27°45′06.52″N 97°03′36.47″E / 27.7518111°N 97.0601306°E；最西端，在26°51′17″N 92°06′33″E / 26.85472°N 92.10917°E（距乌达古里约12.2 km）。在印度獨立之後，中華人民共和國和印度雙方就這個地區的主權归属未能達到共識。於20世纪60年代初期更爆發中印战争。有關地區在1972年被編為印度的“東北邊境特區”，後來又改為“阿魯納恰爾中央直辖区”。1986年，印度議會兩院通過立法將阿魯納恰爾聯邦屬地升格為邦。1987年，印度正式宣佈成立阿魯納恰爾邦。但中国政府则认为阿魯納恰爾邦是中国领土。印度在边界附近有驻军。

### 锡金段
1887年，英国强占锡金王国，次年出兵西藏。清政府派驻藏帮办大臣昇泰前去议和。1890年3月17日，昇泰與英國駐印度總督蘭斯頓（Henry Charles Keith Lansdowne）在加爾各答簽訂了《中英藏印條約》。主要內容為：清政府承認錫金歸英國保護，以及劃定了中国西藏和錫金的邊界。双方在1893年12月5日又簽訂了《中英藏印續約》，解決游牧、通商等問題。1950年印度建国后，锡金王国成为印度的保护国。1975年被印度吞并，成为印度的一个邦。2003年，中华人民共和国正式承认印度对锡金拥有主权，同时印度亦正式承認中华人民共和国對西藏的主權。中国在2005年版的地图上已不再把锡金标示为“主权国家”。
由于不丹的外交和国防受印度控制，中不边界争议也受印度关注。中国与不丹之间有争议的洞朗地区面积约100平方公里，位于西藏亚东县下亚东乡，与印度锡金邦交界。2017年6月18日，印军称“接不丹政府求助”，進入本来中印之间并无争议的洞朗地区，并和中国边防部队形成长达71天的紧张对峙，雙方至8月28日撤军。

## 对峙与冲突
- 1959年朗久事件、空喀山口事件
- 1962年中印边境战争
- 1967年中印边境冲突
- 1987年中印边境冲突
- 2013年斗拉特别奥里地事件
- 2017年中印洞朗對峙事件
- 2020年中印邊境冲突
- 2022年中印边境冲突

### 腳註
1. ↑  . BBC News 中文.   [2024-06-17]. （原始内容存档于2024-11-27） （中文（繁體））.
2. ↑  Jeff M. Smith. . the Wall Street Journal. 2009-06-24  [2017-07-21]. （原始内容存档于2015-07-10）.
3. ↑  . 中国国际广播电台国际在线. 2005-04-13  [2017-07-21]. （原始内容存档于2017-07-30）.
4. ↑  戴超武. . 《中共党史研究》. 2019-02-14  [2024-06-15]. （原始内容存档于2024-05-18）.
5. ↑  Alfred P. Rubin. . The International and Comparative Law Quarterly. 1960-01, 9 (1): 96–125.
6. ↑  Maxwell, Neville.  (PDF). Economic and Political Weekly. 2006-09-09, 41 (36): 3876  [2006-09-29]. （原始内容 (PDF)存档于2006-10-01）.
7. ↑  Mohan Guruswamy. . The Rediff Special. 2003-06-23  [2017-07-25]. （原始内容存档于2016-09-30）.
8. ↑  Noorani, A.G. . Frontline. Vol. 26 no. 18 (Madras: The Hindu group). 2003-09-12  [2011-08-24]. （原始内容存档于2015-11-05）.
9. ↑  Woodman, Dorothy. . London: Barrie & Rockliff, The Cresset Press. 1969.
10. ↑  Muhammad Ali Siddiqi. . DAWN. 2014-06-15  [2017-07-25]. （原始内容存档于2020-11-04）.
11. ↑  A.G. Noorani. . Karachi: Oxford University Press. : 550pp. ISBN 978-0-19-940018-8.
12. ↑  薛军福. . 金德事务所.   [2020-08-03]. （原始内容存档于2024-06-16）.
13. ↑  Younghusband, Francis E. (1896). The Heart of a Continent. John Murray, London. Facsimile reprint: (2005) Elbiron Classics, pp. 223-224.
14. ↑  Grenard, Fernand (1904). Tibet: The Country and its Inhabitants. Fernand Grenard. Translated by A. Teixeira de Mattos. Originally published by Hutchison and Co., London. 1904. Reprint: Cosmo Publications. Delhi. 1974, pp. 28-30.
15. ↑  康民军. . 凤凰网. 首都师范大学学报. 2012-10-18  [2017-07-25]. （原始内容存档于2020-05-31）.
16. ↑  李勇军. . 《中南民族大学学报(人文社会科学版)》. 2011年, (第5期): 70—74页  [2017-07-23]. （原始内容存档于2016-06-01）.
17. ↑  王貴; 喜饒尼馬; 唐家衛. . 北京: 民族出版社. 2003: 228.
18. ↑  . 黑龙江新闻网. 2011-01-24  [2017-07-22]. （原始内容存档于2014-01-02）.
19. ↑  . 新浪网. 2015-01-26  [2017-07-21]. （原始内容存档于2020-11-04）.
20. ↑  . 人民日报. 2003-01-26  [2017-07-21]. （原始内容存档于2020-05-31）.
21. ↑  Fisher, Margaret W.; Rose, Leo E.; Huttenback, Robert A. . Praeger. 1963 –Questia.[]
22. ↑  Calvin, James Barnard. . Marine Corps Command and Staff College. 1984-04  [2011-10-14]. （原始内容存档于2011-11-11）.
23. ↑  .   [2020-06-16]. （原始内容存档于2020-07-06）.
24. ↑  何宏儒. . 中央通訊社 (新德里). 2014-06-12  [2017-02-27]. （原始内容存档于2017-02-27）.
25. ↑  . BBC中文网.   [2017-02-27]. （原始内容存档于2017-02-27）.
26. ↑  . 聯合新聞網. 2017-02-27  [2017-02-27]. （原始内容存档于2020-10-21）.
27. ↑  . 新浪军事. 2017-07-07  [2017-07-21]. （原始内容存档于2017-07-10）.
28. 1 2  .   [2020-09-09]. （原始内容存档于2020-11-04）.
29. ↑  . 中国军网. 2020-06-16  [2020-06-16]. （原始内容存档于2020-09-23）.
30. ↑  .   [2020-09-09]. （原始内容存档于2020-11-04）.
31. ↑  .   [2020-09-09]. （原始内容存档于2020-11-04）.
32. ↑  .   [2020-09-09]. （原始内容存档于2020-12-10）.
33. ↑  .   [2020-09-09]. （原始内容存档于2020-11-04）.
34. ↑  .   [2020-09-09]. （原始内容存档于2020-11-04）.
35. ↑  . 联合早报. 2024-10-22  [2024-10-22] （中文）.
36. ↑  . 美国之音. 2024-10-30  [2024-11-01]. （原始内容存档于2024-12-20） （中文）.
37. ↑  . BBC.   [2016-07-16]. （原始内容存档于2015-07-24）.
38. ↑  . Encyclopaedia Britannica.   [2016-07-16]. （原始内容存档于2015-04-30）.
39. ↑  . BBC.   [2016-07-16]. （原始内容存档于2020-11-27）.
40. ↑  .   [2017-07-21]. （原始内容存档于2015-05-11） （英语）.
41. ↑  . GlobalSecurity.org.   [2017-07-21]. （原始内容存档于2015-02-15）.
42. ↑  . OpenStreetMap.   [2017-07-21]. （原始内容存档于2020-07-11）.
43. ↑  . OpenStreetMap.   [2017-07-21]. （原始内容存档于2020-07-11）.
44. ↑  . OpenStreetMap.   [2017-07-21]. （原始内容存档于2020-07-11）.
45. ↑  . OpenStreetMap.   [2017-07-21]. （原始内容存档于2020-07-11）.
46. ↑  . 联合早报. 2024-03-09  [2024-03-15]. （原始内容存档于2024-03-15） （中文）.
47. ↑  ". Rediff India Abroad. 2006-11-14  [2017-07-21]. （原始内容存档于2011-11-08）.
48. ↑  Subir Bhaumik. . 2010-11-23  [2017-07-21]. （原始内容存档于2020-11-15）.
49. ↑  . 中华人民共和国外交部. 2003-06-25  [2008-02-12] （中文（简体））.[永久]
50. ↑  . 国际先驱导报. 2005-04-18  [2008-02-12]. （原始内容存档于2011-05-14） （中文（简体））.
51. ↑   . 维基文库. 国家测绘局行业管理司. 2005-04-18. “锡金”作为印度的一个邦表示，原首都“甘托克”作为一般城市表示。
52. ↑  . OpenStreetMap.   [2017-07-21]. （原始内容存档于2017-07-18）.
53. ↑  Sudha Ramachandran. . Asia Times Online. 2008-06-27  [2017-07-21]. （原始内容存档于2009-11-22）.